# Panama na Mistrzostwach Świata w Lekkoatletyce 2013
Panama na Mistrzostwach Świata w Lekkoatletyce 2013 – reprezentacja Panamy podczas czempionatu w Moskwie liczyła 1 zawodnika.

## Występy reprezentantów Panamy
| Konkurencja            | Zawodnik      | Runda 1  | Runda 1 | Półfinał | Półfinał | Finał    | Finał   |
| Konkurencja            | Zawodnik      | Rezultat | Pozycja | Rezultat | Pozycja  | Rezultat | Pozycja |
| ---------------------- | ------------- | -------- | ------- | -------- | -------- | -------- | ------- |
| Bieg na 200 m mężczyzn | Alonso Edward | 20,45    | 7. Q    | 20,67    | 22.      | NQ       | NQ      |